# Поль Байсс
Поль Байсс (фр. Paul Baysse, нар. 18 травня 1988, Бордо) — французький футболіст, захисник клубу «Бордо».
Виступав за молодіжну збірну Франції.

## Клубна кар'єра
У дорослому футболі дебютував 2007 року виступами за команду клубу «Бордо» з рідного міста, в якій, втім, жодної офіційної гри у чемпіонаті не провів. 
Згодом з 2007 по 2010 рік грав у складі «Седана», спочатку як орендований гравець, а згодом на умовах повноцінного контракту.
Своєю грою за останню команду привернув увагу представників тренерського штабу клубу «Брест», до складу якого приєднався 2010 року. Відіграв за команду з Бреста наступні три сезони своєї ігрової кар'єри. Більшість часу, проведеного у складі «Бреста», був основним гравцем захисту команди.
До складу клубу «Сент-Етьєн» приєднався влітку 2013 року. Протягом наступних двох років провів у цій команді в чемпіонаті Франції лише 9 ігор, тож влітку 2015 був відправлений в оренду до «Ніцци». Влітку 2016 «Ніцца» викупила контракт Байсса, і він провів у клубі з Лазурового узбережжя наступний сезон, в якому став капітаном команди та завоював з нею бронзу чемпіонату.
Влітку 2017 перейшов до іспанської «Малаги» як вільний агент. В Іспанії Байсс був стабільним гравцем основного складу, однак його клуб ішов на останньому місці в Ла-Лізі.
У січні 2018 Байсс перейшов до рідного «Бордо», оскільки його мрією було саме закріпитися й завершити кар'єру в клубі, в академії якого він навчався. Втім, через конфлікт із тренером Густаво Поєтом він перестав виходити на поле, і в серпні 2018 у пошуках часу гри погодився на оренду в «Кан», який боровся за виживання. Стабільно виступаючи за «Кан» у першій половині сезону, в лютому Байсс раптово перестав грати через конфлікт із тренером Фаб'єном Меркадалем, який вирішив, що Поль не гратиме до кінця сезону. Повернувшись з оренди влітку 2019, Байсс так і не заграв і в «Бордо», але й не вимагаючи в керівництва клубу виставити його на трансфер (на відміну від інших гравців без ігрової практики, таких як Жонатан Кафу, Франсуа Камано та Юнусс Санкаре).

## Виступи за збірні
2005 року дебютував у складі юнацької збірної Франції, взяв участь у 3 іграх на юнацькому рівні.
Протягом 2008–2009 років  залучався до складу молодіжної збірної Франції. На молодіжному рівні зіграв у 9 офіційних матчах, забив 1 гол.